# Macrorrhyncha hispanica
Macrorrhyncha hispanica is een muggensoort uit de familie van de Keroplatidae. De wetenschappelijke naam van de soort is voor het eerst geldig gepubliceerd in 1909 door Strobl.